# Cesare Dall'Olio
Cesare Dall'Olio (Bologna, settembre 1849 – Bologna, giugno 1906) è stato un compositore italiano.

## Biografia
Allievo di Alessandro Busi, insegnò Contrappunto e Composizione nello stesso Liceo Musicale di Bologna.
Compose opere sinfoniche e drammatiche e si ricorda la sua collaborazione con Ghislanzoni per Il figlio delle selve, opera che però non venne mai rappresentata.
Di lui si conserva un ritratto a Bologna. Come citano molte biografie, egli fu un versatile nella scienza musicale e la sua prima opera, su libretto di Enrico Panzacchi fu Ettore Fieramosca rappresentata con successo al Teatro Comunale di Bologna diretta da Emilio Usiglio con Italo Campanini (tenore) il 6 novembre 1875 di cui si ricorda l'intermezzo sinfonico che era un vero e proprio inno trionfale. 
La sua seconda opera è il Don Riego rappresentata invece a Roma, il 29 novembre 1880 al Teatro Argentina. In questa occasione ottenne un trionfo, tanto che venne ripetuta al teatro comunale della città di Fano l'anno successivo. Altro lavoro teatrale Atal-Kar rappresentato al Teatro Balbo di Torino il 14 dicembre 1900.
È sepolto alla Certosa di Bologna.

## Opere
Scrisse articoli e opuscoli:
- Feudalismo teatrale pubblicato sul "Falstaff melodrammatico" di Milano
- Per l'emancipazione degli artisti lirici pubblicato sullo "Scaramuccia" di Firenze.

Come teorico fu autore del libro Lo studio della composizione musicale secondo i principi naturali dell'estetica (Bologna, Zanichelli 1988) e del Trattato di armonia (Milano, Giudici e Strada).